# Bundesautobahn 445
Bundesautobahn 445 (em português: Auto-estrada Federal 445) ou A 445, é uma auto-estrada na Alemanha.
A Bundesautobahn 445 tem 13 km de comprimento.

## Estados
Estados percorridos por esta auto-estrada: